# Böllerberg
Böllerberg är ett berg i Antarktis. Det ligger i Östantarktis. Nya Zeeland gör anspråk på området. Toppen på Böllerberg är 748 meter över havet.
Terrängen runt Böllerberg är kuperad västerut, men österut är den platt. Trakten är obefolkad. Det finns inga samhällen i närheten.